# 2516 Роман
2516 Роман (2516 Roman) — астероїд головного поясу, відкритий 6 листопада 1964 року.
Тіссеранів параметр щодо Юпітера — 3,588.